# 屋敷町 (名古屋市)
屋敷町（やしきまち）は、愛知県名古屋市南区の地名。

## 歴史

### 町名の由来
豊田町字屋敷裏に由来する。

### 沿革
- 1930年（昭和5年）11月26日 - 南区豊田町の一部により、同区屋敷町として成立[3]。
- 1960年（昭和35年）3月20日 - 豊田町の一部を編入する[3]。
- 1985年（昭和60年）11月3日 - 内田橋二丁目および豊一丁目にそれぞれ編入され消滅[4]。